# Protanilla izanagi
Protanilla izanagi (лат.) — вид муравьёв рода Protanilla из подсемейства Leptanillinae (Formicidae). Эндемик Японии. Мелкие красновато-коричневое муравьи длиной около 3 мм.

## Этимология
Назван в честь японского божества Идзанаги (англ. Izanagi, яп. 伊弉諾, 伊邪那岐, 伊耶那岐), который считается создателем Японских островов, возникших из капель безбрежного океана, капающих с его копья.

## Описание
Мелкие муравьи длиной около 3 мм. Отличается от других видов этого рода по мандибулам с большой продольной бороздкой на внешней поверхности. Основная окраска тела красновато-коричневая, усики и ноги более жёлтые.
Голова длинная, в 1,07 раза длиннее своей ширины, с почти прямым задним краем и выпуклыми боками; задний край с небольшой выемкой у середины длины. Мандибула удлинённая; вершинная 1/3 мандибулы изогнута в боковом виде; наружная поверхность с большой продольной бороздкой, идущей от основания до конечной четверти челюсти. Передний край наличника вогнутый. Усики с 12 члениками; скапус длинный, превышает задний край головы; педицель длиннее своей ширины; 3—11-й членики почти такой же длины, как и ширина; конечный членик в 1,7 раза длиннее своей ширины. Глаз у рабочих отсутствует. Усиковые валики отсутствуют, место прикрепления антенн открытое.

## Таксономия
Вид был впервые описан в 2013 году японским мирмекологом Мамору Тэраямой по типовым материалам из Японии. В ревизии 2024 года вид Protanilla izanagi не был включён ни в одну из видовых групп, а рассматривался в качестве Incertae sedis.

## Распространение и экология
Япония, остров Хонсю: префектуры Гифу и Хиросима.